# Marshall (Alaska)
Marshall es una ciudad ubicada en el Área censal de Wade Hampton en el estado estadounidense de Alaska. En el Censo de 2010 tenía una población de 414 habitantes y una densidad poblacional de 34,86 personas por km².

## Geografía
Marshall se encuentra en las coordenadas 61°52′40″N 162°4′52″O / 61.87778, -162.08111. Según la Oficina del Censo de los Estados Unidos, Marshall tiene una superficie total de 11.88 km², de la cual 11.87 km² corresponden a tierra firme y (0.09%) 0.01 km² es agua.

## Demografía
Según el censo de 2010, había 414 personas residiendo en Marshall. La densidad de población era de 34,86 hab./km². De los 414 habitantes, Marshall estaba compuesto por el 2.66% blancos, el 0% eran afroamericanos, el 94.69% eran amerindios, el 0.24% eran asiáticos, el 0% eran isleños del Pacífico, el 0% eran de otras razas y el 2.42% pertenecían a dos o más razas. Del total de la población el 0.24% eran hispanos o latinos de cualquier raza.

## Localidades adyacentes
El siguiente diagrama muestra a las localidades más próximas a Marshall.